# Damião de Góis

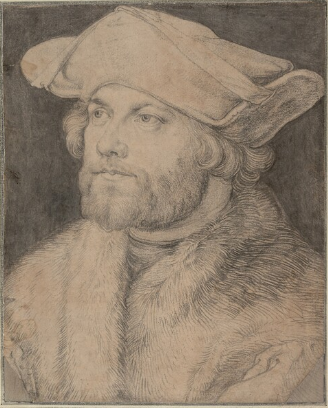
Damião de Góis, porträtt av Albrecht Dürer.

Damião de Góis (latiniserad form Damianus a Goes), född 2 februari 1502, död 30 januari 1574, var en portugisisk historiker.
Góis blev 1545 arkivarie och officiell historieskrivare. Motståndare angav honom för inkvisitionen, han häktades 1571 och inspärrades i Batalha kloster, där han slutade sina dagar. Góis var en av sin tids mångsidigaste kulturpersonligheter, en utmärkt stilist, vare sig han skrev på portugisiska eller latin, flärdfri och episkt knapp i sin framställning. Góis hade kontakt med Jean Nicot, för vilken han introducerade tobak, samt Olaus och Johannes Magnus, vilka lämnade honom material till två böcker om Lappland. Góis viktigaste verk är dock Chronica do felicissimo rei Don Emmanuel (1566-67) och Chronica do principe Dom Joam Rey (1567).